# Dieumerci Mbokani
Dieudonné „Dieumerci“ Mbokani Bezua (* 22. November 1985 in Kinshasa, Zaire) ist ein kongolesischer Fußballspieler. Er steht seit der Saison 2022/23 beim SK Beveren unter Vertrag.

## Karriere

### Verein
Mbokani begann seine Karriere bei Bel’Or FC, wo er 2004 in die erste Mannschaft geholt wurde. 2005 wechselte innerhalb seines Heimatlandes zu Tout Puissant Mazembe. 2006 wurde er mit dem Verein Meister. Daraufhin wurde Mbokani von RSC Anderlecht verpflichtet. In seiner ersten Saison in Belgien kam der Stürmer auf neun Einsätze und erzielte vier Tore. Anderlecht gewann die belgische Meisterschaft und den Supercup.
Für die Saison 2007/08 wurde er von Standard Lüttich verpflichtet. Mbokani konnte abermals den Meistertitel und Supercup feiern, wie auch in der darauffolgenden Saison 2008/09. 2009/10 kam Standard mit Mbokani ins Viertelfinale der Europa League, konnte in der Meisterschaft aber nur Achter werden. In den Play-offs-2 um eine mögliche Europa-League-Qualifikation wurde die Mannschaft in der Gruppe B nur Zweiter, so dass Standard in der Saison 2010/11 nicht am Europacup teilnahm. Mbokani kam in der Saison 2009/10 auf zwölf Europapokaleinsätze, wobei er drei Tore erzielte (gegen Olympiakos Piräus in der UEFA Champions League und gegen Panathinaikos Athen und dem Hamburger SV in der Europa League).
Zu Beginn der Saison 2010/11 wechselte er zum AS Monaco in die erste französische Liga, wo Mbokani einen Vertrag über einen Zeitraum von vier Jahren unterschrieb. In der Hinrunde kam er nur unregelmäßig zum Einsatz. und wurde daher Ende Januar 2011 für die Rückrunde zum VfL Wolfsburg in die deutsche Fußball-Bundesliga verliehen. Siebenmal in Folge kam er, meist als Einwechselspieler, zum Einsatz, aber nach dem Trainerwechsel zu Felix Magath wurde er nicht mehr berücksichtigt. Bereits vor Saisonende wurde bekannt, dass die Kaufoption nicht gezogen und er zum AS Monaco zurückkehren wird, der inzwischen in die zweite Liga in Frankreich abgestiegen war.
Im August 2011 wechselte Mbokani für eine Ablösesumme von etwa drei Millionen Euro zu seinem ehemaligen Verein RSC Anderlecht. Dort konnte er sich wieder durch seine Torgefährlichkeit auszeichnen.
Im Juni 2013 wechselte er dann für elf Millionen Euro zum ukrainischen Spitzenklub Dynamo Kiew, wo er einen Vertrag bis 2017 erhielt und die Rückennummer 85 trug.
Zur Saison 2015/16 wechselte Mbokani auf Leihbasis für ein Jahr zu Norwich City und 2016/17 wurde er zum englischen Erstligisten Hull City. weiter ausgeliehen. In der Saison 2017/18 spielte er wieder für Dynamo Kiew.
Zur Saison 2018/19 schloss er sich dann dem belgischen Erstligisten Royal Antwerpen an. Ende Juni 2020 wurde sein Vertrag bis zum Ende der Saison 2020/21 verlängert. Im Sommer 2021 wechselte er zu al Kuwait SC.
Im September 2022 wechselte er zurück nach Belgien zum Zweitligisten SK Beveren.

### Nationalmannschaft
Für die DR Kongo bestritt Mbokani von 2005 bis 2017 insgesamt 40 Länderspiele und erzielte dabei achtzehn Treffer, davon drei in einem Spiel 2012 gegen Äquatorialguinea (4:0).

## Erfolge
- Kongolesischer Meister 2006
- Belgischer Meister:
  - 2006/07, 2011/12 (RSC Anderlecht)
  - 2007/08, 2008/09 (Standard Lüttich)
- Belgischer Pokalsieger: 2019/20 (Royal Antwerpen)
- Gewinner des belgischen Supercups:
  - 2006, 2012 (RSC Anderlecht)
  - 2008, 2009 (Standard Lüttich)
- Torschützenkönig der Division 1A (Taureau d’Or): 2019/20 (Royal Antwerpen)[7]
- Goldener Schuh (Fußballer des Jahres): 2011/12
- Ebbenhouten Schoen (deutsch Ebenholz-Schuh, Auszeichnung für den besten afrikanischen Spieler oder Spieler afrikanischer Abstammung in Belgien): 2012, 2020[8]
- Ukrainischer Meister: 2015
- Ukrainischer Pokalsieger: 2014, 2015